# Zeeaster-klasse
De zeeaster-klasse (Asteretea tripolii) is een klasse van syntaxa die vegetatie omvat van zilte tot brakke gronden van buitendijkse terreinen in estuaria.
De klasse omvat overwegend soortenarme vegetatie met dominantie van grassen en kruidachtige planten uit de ganzenvoetfamilie.

## Naamgeving en codering
| Juncetea maritimi Br.-Bl. in Br.-Bl. et al. 1952 |

- Duits: Salzmarschrasen, Salzrasen, Wattwiesen
- Engels: Halophyte communities of the lower parts of salt marshes
- Syntaxoncode voor Nederland (rVvN): r27
- Corine biotope: 15.3 Atlantic salt meadows
- Eunis Habitat Types: A2.5 Coastal saltmarshes and saline reedbeds

De wetenschappelijke naam Asteretea tripolii is afgeleid van een synoniem van de botanische naam van een belangrijke kensoort voor deze klasse, de zulte (Tripolium pannonicum; synoniem: Aster tripolium).

## Fysiognomie
Deze klasse omvat overblijvende, zeer open tot min of meer gesloten, laagblijvende vegetatie, zonder boomlaag en met een zeer beperkte struiklaag.
De kruidlaag is betrekkelijk soortenarm, bestaat overwegend uit overblijvende planten en wordt dikwijls gedomineerd door weinig opvallende soorten uit de grassenfamilie als gewoon kweldergras, grasachtige planten als zilte rus en schorrenzoutgras, en kruidachtige planten uit de ganzenvoetfamilie. Tussen al dat grijsgroen vallen de dikwijls roze gekleurde bloemen van lamsoor, zeeaster, Engels gras en gerande schijnspurrie vrij snel op.
Een moslaag is zelden aanwezig, maar de bodem wordt dikwijls bedekt door een laag microscopische algen en draadwieren.

## Ecologie
De zeeaster-klasse omvat plantengemeenschappen van zilte of brakke gronden die regelmatig of slechts af en toe worden overstroomd met zeewater. De bodem bestaat uit klei, zand of leem, soms bedekt met een laag slik.
Deze vegetatie vindt men vooral op buitendijkse terreinen in estuaria en langs de mondingen van rivieren die in de Noordzee uitmonden. In Nederland zijn ze te vinden langs de Oosterschelde en langs de Waddenzee, in België langs de IJzer en de Schelde.

## Onderliggende syntaxa in Nederland en Vlaanderen
De zeeaster-klasse wordt in Nederland en Vlaanderen vertegenwoordigd door één orde met drie verbonden.
- - kweldergras-orde (Glauco-Puccinellietalia)
    - verbond van gewoon kweldergras (Puccinellion maritimae)
      - associatie van gewoon kweldergras (Puccinellietum maritimae)
      - associatie van lamsoor en zeeweegbree (Plantagini-Limonietum)
      - zoutmelde-associatie (Halimionetum portulacoides)

    - verbond van stomp kweldergras (Puccinellio-Spergularion salinae)
      - associatie van stomp kweldergras (Puccinellietum distantis)
      - associatie van blauw kweldergras (Puccinellietum fasciculatae)
      - associatie van bleek kweldergras (Puccinellietum capillaris)
      - zeegerst-associatie (Parapholido strigosae-Hordeetum marini)

    - verbond van Engels gras (Armerion maritimae)
      - associatie van zilte rus (Juncetum gerardii)
      - associatie van Engels gras en rood zwenkgras (Armerio-Festucetum littoralis)
      - kwelderzegge-associatie (Junco-Caricetum extensae)
      - associatie van rode bies (Blysmetum rufi)
      - zeealsem-associatie (Artemisietum maritimae)
      - zeekweek-associatie (Atriplici-Elytrigietum pungentis)
      - associatie van zeerus en zilt torkruid (Oenantho lachenalii-Juncetum maritimi)

- rompgemeenschap met zulte (RG Tripolium pannonicum-[Puccinellion maritimae])
- rompgemeenschap met heen (RG Bulboschoenus maritimus-[Asteretea tripolii])
- rompgemeenschap met melkkruid en fioringras (RG Glaux maritima-Agrostis stolonifera-[Asteretea tripolii])
- rompgemeenschap met schorrenzoutgras (RG Triglochin maritima-[Asteretea tripolii])
- rompgemeenschap met zilte schijnspurrie (RG Spergularia salina-[Asteretea tripolii])
- rompgemeenschap met zeeweegbree (RG Plantago maritima-[Asteretea tripolii])
- rompgemeenschap met echt riet (RG Phragmites australis-[Asteretea tripolii])

## Diagnostische taxa voor Nederland en Vlaanderen
In de onderstaande synoptische tabel staan de belangrijkste diagnostische taxa van de zeeaster-klasse.
Kruidlaag
| Kentaxon | Diff. soort | Presentie | Triviale naam         | Botanische naam                       | Opmerking | Afbeelding |
| -------- | ----------- | --------- | --------------------- | ------------------------------------- | --------- | ---------- |
| kK       | -           |           | gewone zoutmelde      | Atriplex portulacoides                |           |            |
| kK       | -           |           | zulte                 | Aster tripolium                       |           |            |
| kK       | -           |           | zeeweegbree           | Plantago maritima                     |           |            |
| kK       | -           |           | schorrenzoutgras      | Triglochin maritima                   |           |            |
| kK       | -           |           | melkkruid             | Glaux maritima                        |           |            |
| kK       | -           |           | lamsoor               | Limonium vulgare                      |           |            |
| kK       | -           |           | gerande schijnspurrie | Spergularia media subsp. angustata    |           |            |
| kK       | -           |           | Engels lepelblad      | Cochlearia officinalis subsp. anglica |           |            |

Moslaag
| Kentaxon     | Diff. soort | Presentie | Triviale naam | Botanische naam | Opmerking | Afbeelding |
| ------------ | ----------- | --------- | ------------- | --------------- | --------- | ---------- |
| Geen soorten |             |           |               |                 |           |            |